# Edge of Sanity
Edge of Sanity war eine schwedische Melodic-Death-Metal-Band, die 1989 als reines Projekt gestartet wurde und für ihre Kombination aus Melodic Death Metal und Progressive Metal bekannt wurde.

## Bandgeschichte

### 1989–1992 Gründung und frühe Entwicklung
Begründet wurde die Musikgruppe von Sänger und Schlagzeuger Dan Swanö und Bassist Andreas Axelsson. Kurz nach der Gründung wechselte Axelsson an die Gitarre und Anders Lindberg übernahm den Bass. Ein zweiter Gitarrist fand sich in Sami Nerberg, während das Schlagzeug bald darauf von Benny Larsson übernommen wurde.
In dieser Besetzung wurden mehrere Demos eingespielt. Das Demo Kur-Nu-Gi-A verhalf der Band 1990 zu einem Vertrag mit dem Label Black Mark Production. Im Stockholmer Montezuma Studio wurde daraufhin das Debüt Nothing but Death Remains (1991) unter der Regie von The Boss (produzierte unter anderem Bathory) eingespielt.
Ein Jahr später veröffentlichte die Band ihr zweites Album Unorthodox, welches die genretypische Limitierung teilweise hinter sich ließ. Mehrstimmige Gitarren-Leads, akustische Elemente und diverse andere Variationen flossen in den Death Metal der Band mit ein. Der letzte Titel des Albums, When All Is Said, weist völlig death-metal-untypisch balladesken Charakter auf. Zu diesem Lied wurde auch ein Musikvideo gedreht. Weiterhin konnte man im Lied Enigma erstmals neben Growls Dan Swanös klare Gesangsstimme hören.
Zu diesem Zeitpunkt arbeitete Swanö auch zunehmend intensiver als Musikproduzent für verschiedene Bands in seinem eigenen Gorysound-Studio und erlangte dadurch einen gewissen Bekanntheitsgrad innerhalb der Musikszene.

### 1993–1997 Internationaler Erfolg

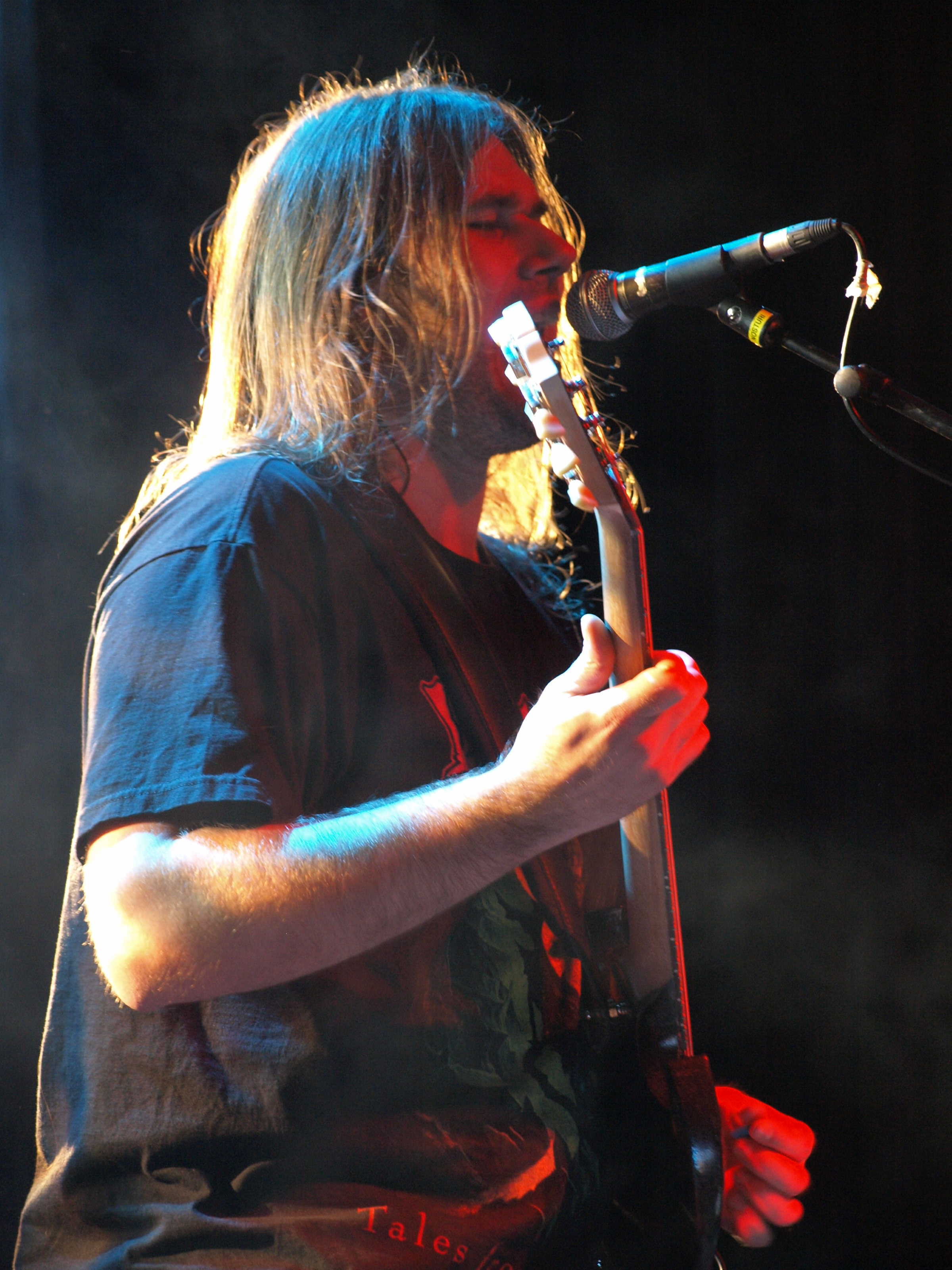
Dan Swanö 2008 mit Nightingale

Das dritte Album The Spectral Sorrows (1993) war ungewohnt progressiv und schien laut laut.de sehr von Dan Swanös Arbeit an seinem Nebenprojekt Unicorn beeinflusst zu sein. Das Album enthielt unter anderem das Manowar-Cover Blood of My Enemies und das Lied Sacrificed, das laut laut.de „den Sisters Of Mercy zu Ehre gereicht“. Auf der folgenden EP Until Eternity Ends (1994) fand sich mit Invisible Sun ein Cover von The Police.
Ebenfalls 1994 erschien Purgatory Afterglow, das als Konsensalbum zwischen Dan Swanös Faible für ausgefallene Experimente und den Wünschen seiner death-metal-affinen Mitmusiker gelten kann. Dennoch schrieb Swanö das Album fast komplett alleine, es entstanden erste größere Streitigkeiten innerhalb der Band. Swanö widmete sich daraufhin seinem neuen Ein-Mann-Projekt Nightingale, das eher dem Gothic Metal zugeordnet werden kann.
1996 erschien das Album Crimson, bei dem Dan Swanö seine Idee eines Albums, das nur aus einem Lied besteht, konsequent durchsetzte. Das Album wurde innerhalb von 24 Stunden eingespielt und besteht nur aus einem einzigen 40-minütigen Lied, welches den Facettenreichtum der Gruppe repräsentiert: Es finden sich unter anderem schnelle und getragene Teile, Swanös Stimme variiert von melodischem Gesang bis hin diversen gutturalen Gesangstechniken, und bezogen auf die Keyboard-Stimme lassen sich Vergleiche mit Marillion ziehen. Crimson wurde zum kommerziell erfolgreichsten Werk der Band. Nach der Veröffentlichung folgte die einzige Headliner-Tournee durch Deutschland in der Geschichte von Edge of Sanity.

### 1997–2001 Bandkrise und inoffizielle Auflösung
Für das 1997 veröffentlichte Album Infernal komponierte Dan Swanö die Hälfte des Materials und spielte es bis auf das Schlagzeug selbst ein, während die andere Hälfte gemeinsam vom Rest der noch in der Originalbesetzung bestehenden Gruppe komponiert und aufgenommen wurde, wobei Swanö nur den Gesang beisteuerte. Während der Arbeiten in Peter Tägtgrens Abyss Studio wurde klar, dass die Band in dieser Konstellation nicht mehr lange Bestand haben konnte.
Dan Swanö wollte nach Abschluss der Aufnahmen die Band alleine weiterführen, wurde aber von seinem Label Black Mark Production abgewiesen: Der Rest von Edge of Sanity sei schon mit Robert Karlsson am Gesang dabei, das Folgealbum Cryptic zu erstellen. Das Album erschien ebenfalls noch im Jahre 1997 und war wieder deutlich am ursprünglichen Klang der Band orientiert. Es folgte eine weitere Tour und eine „Best-of“-Doppel-CD unter dem Titel Evolution (1999), bevor die Band 2001 aufgelöst wurde.

### 2003 letztes Album und endgültige Auflösung
Swanö hatte zwischenzeitlich sein drittes Soloprojekt, Moontower, gegründet und arbeitete gleichzeitig an Liedern für Nightingale. Obwohl er immer wieder von Fans den Wunsch nach einer weiteren Veröffentlichung von Edge of Sanity vernahm, wollte er mit dieser Band nicht mehr aktiv werden. Erst auf das Anflehen eines iranischen Fans, einen veritablen Nachfolger zu Crimson zu schreiben, und sogar anbot, die anfallenden Produktionskosten zu übernehmen, begann Swanö, über diese Möglichkeit nachzudenken. Nachdem Black Mark Production Swanö ein ausreichendes Budget zu Produktion des Albums anbot und diese Nachricht übereilt an die Medien weitergab, ließ Swanö sich letztlich überzeugen und begann mit dem Schreiben eines weiteren Albums für Edge of Sanity.
Das Crimson II (2003) benannte Album spielte Swanö alleine in seiner eigenen Wohnung ein (Die einzelnen Studios nennt er dabei z. B. The Room und The Office). Lediglich die Leadgitarren wurden von den Gastmusikern Mike Wead (King Diamond, Mercyful Fate) und Simon Johansson (Memory Garden) eingespielt und, da Swanö mit seinen Growls nicht mehr zufrieden war, diese von Roger Johansson (Paganizer) übernommen. Dennoch übernahm Swanö letztlich etwa die Hälfte aller gutturalen Gesangsparts selbst.
Das laut Swanö definitiv letzte Album der Band knüpft musikalisch direkt an seinen namensgebenden Vorgänger an, besteht wieder aus nur einem einzigen Lied (das aber in verschiedene Titel aufgeteilt wurde) und überzeugte sowohl erneut Kritiker als auch Fans. Textlich erzählt Crimson II eine zusammenhängende, dichterische Geschichte, welche von Clive Nolan (Arena) erdacht wurde.

## Diskografie
Studioalben
- 1991: Nothing but Death Remains
- 1992: Unorthodox
- 1993: The Spectral Sorrows
- 1994: Purgatory Afterglow
- 1996: Crimson
- 1997: Infernal
- 1997: Cryptic
- 2003: Crimson II

Sonstige
- 1989: Euthanasia (Demo)
- 1990: The Dead (Demo)
- 1990: Kur-Nu-Gi-A (Demo)
- 1990: The Immortal Rehearsals (Demo)
- 1992: Dead but Dreaming (Demo)
- 1994: Until Eternity Ends (EP)
- 1999: Evolution (Kompilation)